# My105
 (juin 2023).
Si vous disposez d'ouvrages ou d'articles de référence ou si vous connaissez des sites web de qualité traitant du thème abordé ici, merci de compléter l'article en donnant les références utiles à sa vérifiabilité et en les liant à la section « Notes et références ».
 (octobre 2020).
My105 est une station de radio privée suisse, située à Zurich.

## Histoire
La station de radio Radio 105 estexploitée par Music First Network AG sous la direction de Giuseppe Scaglione jusqu'en 2014 et est considérée comme la première radio jeunesse régionale de Suisse. À partir du 9 septembre 2009, Radio 105 pouvait également être reçue dans la région de Zurich via VHF et était modérée presque en continu les jours de semaine. Jusqu'à cette date, la station était basée à Muttenz. Avec la licence VHF pour la zone de couverture 25 (ville de Zurich), l'émetteur a un mandat de service explicite de l'Office fédéral de la communication de la ville de Zurich. En 2009, le studio déménage de Muttenz à Zurich Oerlikon. Pendant environ 10 ans, Radio 105 se vat pour une fréquence VHF avec tous les moyens légalement disponibles, avec des poursuites judiciaires contre la DETEC et l'OFCOM et contre des concurrents. En 2008, Music First Network AG reçoit deux licences VHF (une pour Radio 105 et une pour le projet RMC Züri), tandis qu'Energy Zurich n'a rien. Sans une licence VHF, Energy a l'obligation de cesser ses activités dans les 90 jours. Music First Network AG vend la concession du projet RMC Züri au groupe Ringier en 2009, afin qu'Energy Zurich puisse être sauvé et transféré. En contrepartie, Energy s'est engagée à commercialiser Radio 105 et à lui verser une garantie annuelle. Un an plus tard, Radio 105 a des difficultés financières.
En 2010, Radio 105 reçoit la fréquence de Zurich 93.0 FM. Radio 105 se positionne de plus en plus fortement comme une jeune radio urbaine. Radio 105 atteint 124 000 auditeurs par jour en 2012 et reçoit le prix de l'industrie Radio Of The Year trois fois de suite à l'occasion de la Journée de la radio suisse. Radio 105  lance la série d'événements «105 DJ Night», où de nombreux DJ vedettes se produisent dans une seule soirée.
Daniel Hartmann reprend la société d'exploitation de Radio 105 en juillet 2013 en tant qu'investisseur, principal actionnaire et président du conseil d'administration et souhaite développer considérablement l'entreprise.
Le 13 janvier 2014, Music First Network AG, responsable de la gestion de Radio 105, annonce que le juge des faillites est informé du surendettement de l'entreprise. Cette démarche devient nécessaire, car le nouvel investisseur Daniel Hartmann a refusé d'effectuer d'autres versements, même s'ils étaient garantis contractuellement. À cette époque, Radio 105 compte une vingtaine d'employés.
Après que Roger Schawinski reprend la licence FM de Radio 105 et renomme la station Planet 105, le nombre d'auditeurs chute de 30 à 40%, atteignant 70 000 auditeurs et plusieurs cadres quittent la station.
Le 28 mai 2015, Giuseppe Scaglione et son épouse Paola Libera rachètent la marque 105 et lancent une plateforme de streaming interactif avec plusieurs chaînes thématiques sous le nom de «my105». Le début est célébré par une soirée de lancement au club de Zurich Alice Choo, où sont présentes des personnalités de la scène médiatique et publicitaire suisse. Le nouveau projet de Scaglione my105 est un succès et, selon une étude représentative, a deux fois plus d'auditeurs que le Planet 105 de Schawinski la première année. À l'été 2019, my105 élargit son portail de streaming et fait venir des DJs internationaux tels que Robin Schulz, Bob Sinclar et Martin Garrix. My105 exploite plus de 30 chaînes musicales et de DJ.
105 DJ Radio diffuse en novembre 2019 dans 12 villes de Suisse alémanique sur le réseau Digris via DAB+ : Zurich, Bâle, Berne, Lucerne, Zoug, Aarau, Olten, Saint-Gall, Winterthour, Schaffhouse, Bienne et Soleure. Au total, la station peut atteindre environ 3,6 millions d'auditeurs. La station se concentre principalement sur la musique actuelle et tendance des domaines du hip-hop, du rap allemand, du reggaeton, de la dance, de la house et de l'électro.